# Tweede jaarlijkse conferentie van de G7
De tweede conferentie van de G7 was de tweede jaarlijkse bijeenkomst van de regeringsleiders van de rijkste industrielanden. Het was de eerste conferentie met zeven deelnemers. Naast Frankrijk, Duitsland, Italië, Japan, het Verenigd Koninkrijk en de Verenigde Staten, nam ook Canada deel aan bijeenkomst. Hierdoor werd de nauwelijks een jaar eerder opgerichte G6 omgevormd tot de G7, de groep die later zou uitgebreid worden tot de G8. De conferentie vond plaats op 27 en 28 juni 1976 in San Juan in Puerto Rico.

## Context en locatie

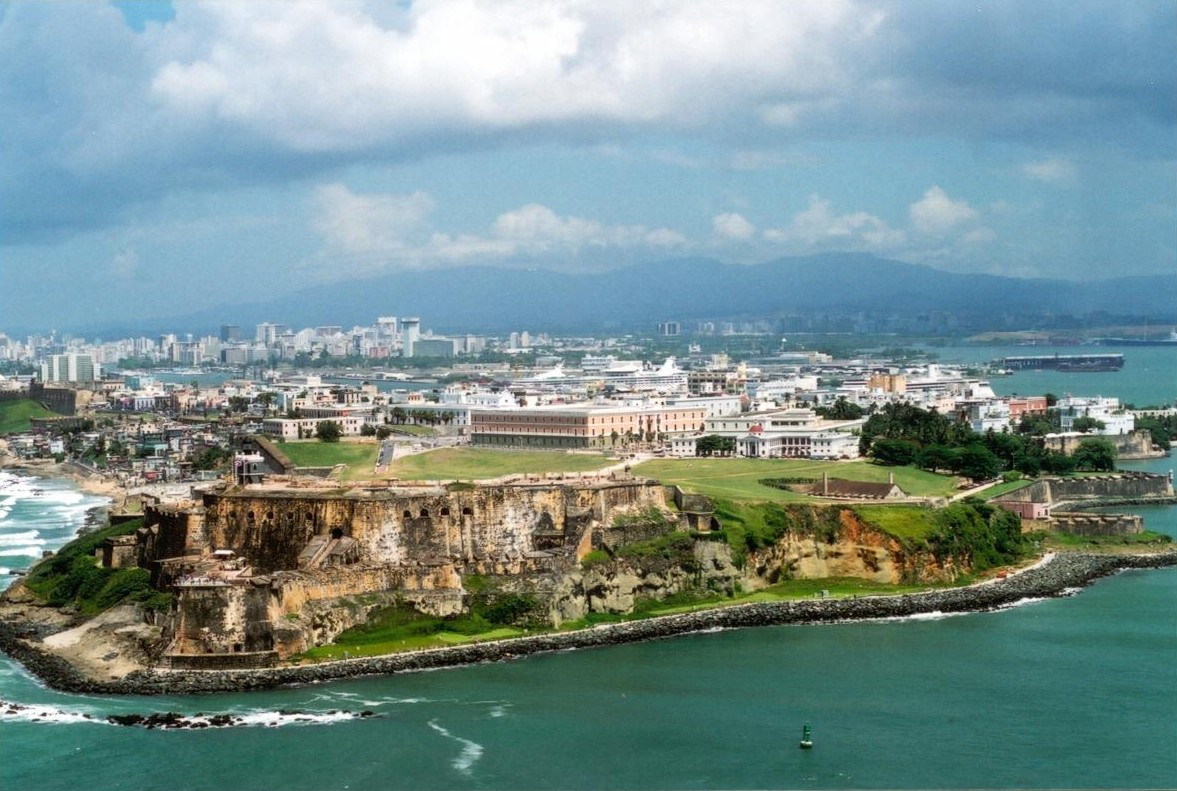
Luchtfoto van het oude stadsdeel van San Juan.

De tweede conferentie vond plaats in San Juan, de hoofdstad van het eiland Puerto Rico, dat onder de bevoegdheid van de Verenigde Staten valt.
Voorafgaand aan de conferentie werd Canada toegevoegd aan het selecte gezelschap. Vanaf de bijeenkomst in San Juan zou de G6 uitgebreid worden tot de G7. Na een jaar zou de groep nog verder uitgebreid worden. Vanaf dan zou er bij de conferenties ook steeds waarnemers van de Europese Gemeenschap (later de EU) vertegenwoordigd zijn. Pas in 1998 zou er terug een volwaardig lid aan de groep worden toegevoegd, namelijk Rusland.

## Aanwezigen
- Canada: Minister-president Pierre Trudeau
- Bondsrepubliek Duitsland: Bondskanselier Helmut Schmidt
- Frankrijk: President Valéry Giscard d'Estaing
- Italië: Eerste minister Aldo Moro
- Japan: Minister-president Takeo Miki
- Verenigd Koninkrijk: Eerste minister James Callaghan
- Verenigde Staten: President Gerald Ford

## Resultaten
De bijeenkomst resulteerde in een gemeenschappelijke verklaring. In deze verklaring wordt de bekommernis om de toekomst van de mondiale economie nog steeds als het primaire onderwerp van de groep gezien. Ze bevestigt de noodzaak van een gemeenschappelijk economisch beleid, met oog op het vinden van oplossingen voor bepaalde economische problemen. Er wordt evenwel gewezen op het belang van respect vanwege de G7 landen ten aanzien van andere landen en in het bijzonder de ontwikkelingslanden.
De staatshoofden stellen in de verklaring ook vast dat de bezorgdheid die aan de basis lag van de G6-top in Rambouillet, grotendeels onterecht waren en dat de economie zich reeds aan het herstellen was. Als nieuwe doelstelling van de groep wordt daarom de begeleiding van de transformatie van de herstellende economieën en het realiseren van een duurzame economische groei vooropgesteld. Men bleef zich daarbij richten tot de problemen die ook een jaar eerder al genoemd werden, namelijk de strijd tegen werkloosheid en het onder controle houden van de inflatie.
Daarnaast kwamen op de conferenties een aantal monetaire kwesties aan bod. Zo vonden er gesprekken plaats met oog op de vergadering van het Internationaal Monetair Fonds. Daarnaast was er ongerustheid over het gebrek aan monetaire stabiliteit tussen de verschillende landen. De landen voorspelden dat deze instabiliteit nog een aantal jaren zou aanhouden. Wel engageerden ze zich om de strijd aan te gaan tegen inflatie en pleitten ze voor een strikter budgettair beleid. Dit zou de basis moeten vormen om op termijn te komen tot meer monetaire stabiliteit. Met betrekking tot ontwikkelingslanden die te kampen hadden met grote economische problemen, werd een engagement voor hulpverlening uitgesproken. De landen in nood zouden kunnen rekenen op financiële steun, op voorwaarde dat ze bereid waren een programma van economisch herstel te volgen. Daarnaast werd ook in breder opzicht geijverd voor de verhoging van de welvaart in de derde wereld, door hechtere samenwerking en meer dialoog.
Op het vlak van internationale handel verklaren de staatshoofden om geen nieuwe handelsbarrières op te werpen die de handel tussen landen zouden bemoeilijken. Daarnaast wordt gepleit voor een hechte samenwerking tussen de grote handelscentra in de wereld, met oog op een duurzame economische groei. Er wordt hierbij ook positief gereageerd op de handel tussen oost en west.